# Fontaine-le-Pin
Pour les articles homonymes, voir Fontaine.

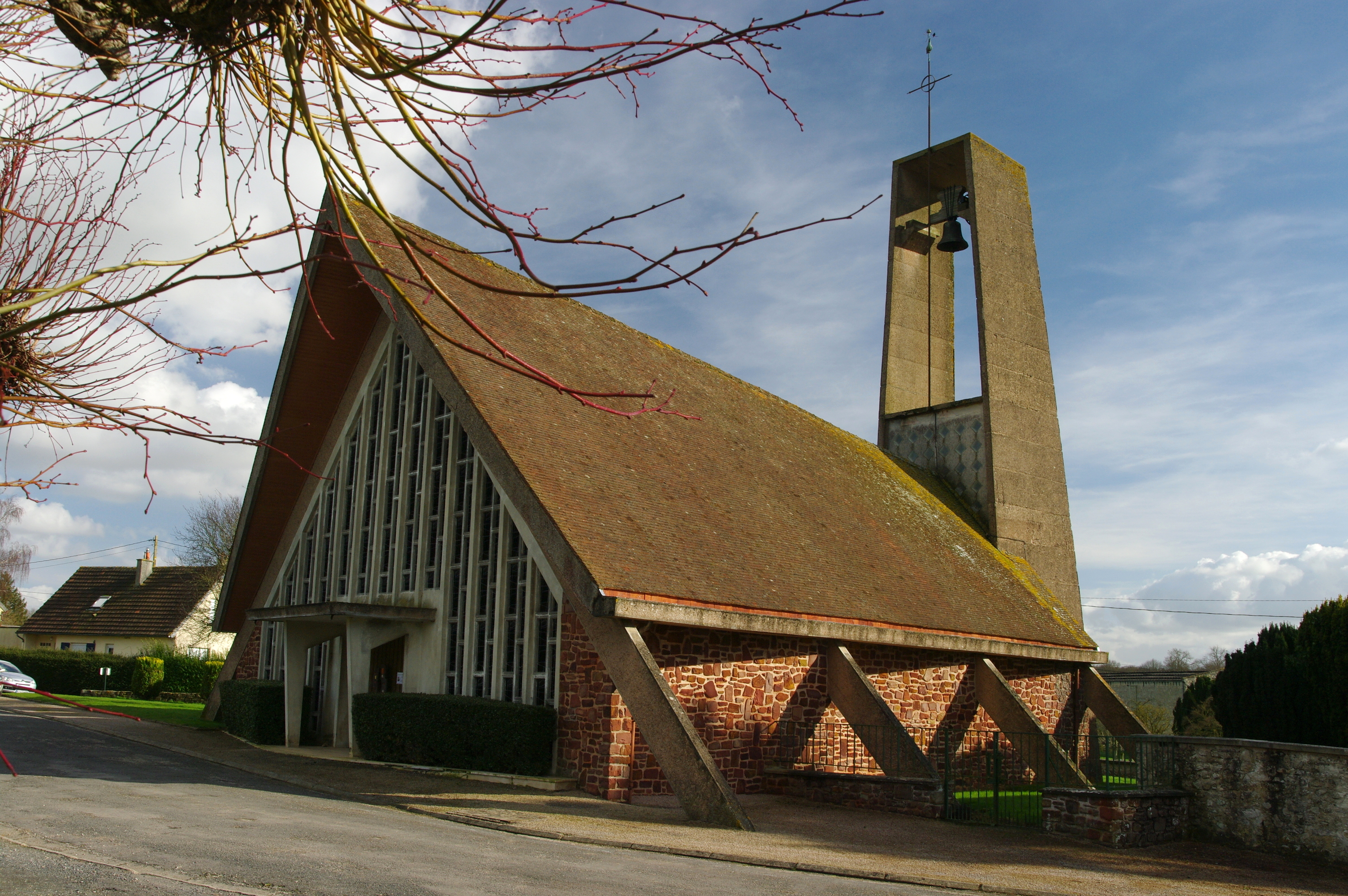
L'église Saint-Pierre.

Fontaine-le-Pin est une commune française, située dans le département du Calvados en région Normandie, peuplée de 340 habitants.

## Géographie
| Saint-Germain-le-Vasson, Moulines | Saint-Germain-le-Vasson | Soumont-Saint-Quentin |
| Tournebu                          | Fontaine-le-Pin         | Potigny               |
| Tournebu                          | Ussy                    | Bons-Tassilly         |

### Hydrographie
La commune est située dans le bassin Seine-Normandie. Elle est drainée par la Laize, le fossé 03 de la Commanderie et le fossé 01 de Laize,,.
La Laize, d'une longueur de 32 km, prend sa source dans la commune de Martigny-sur-l'Ante et se jette  dans l'Orne à Laize-Clinchamps, après avoir traversé 15 communes. 

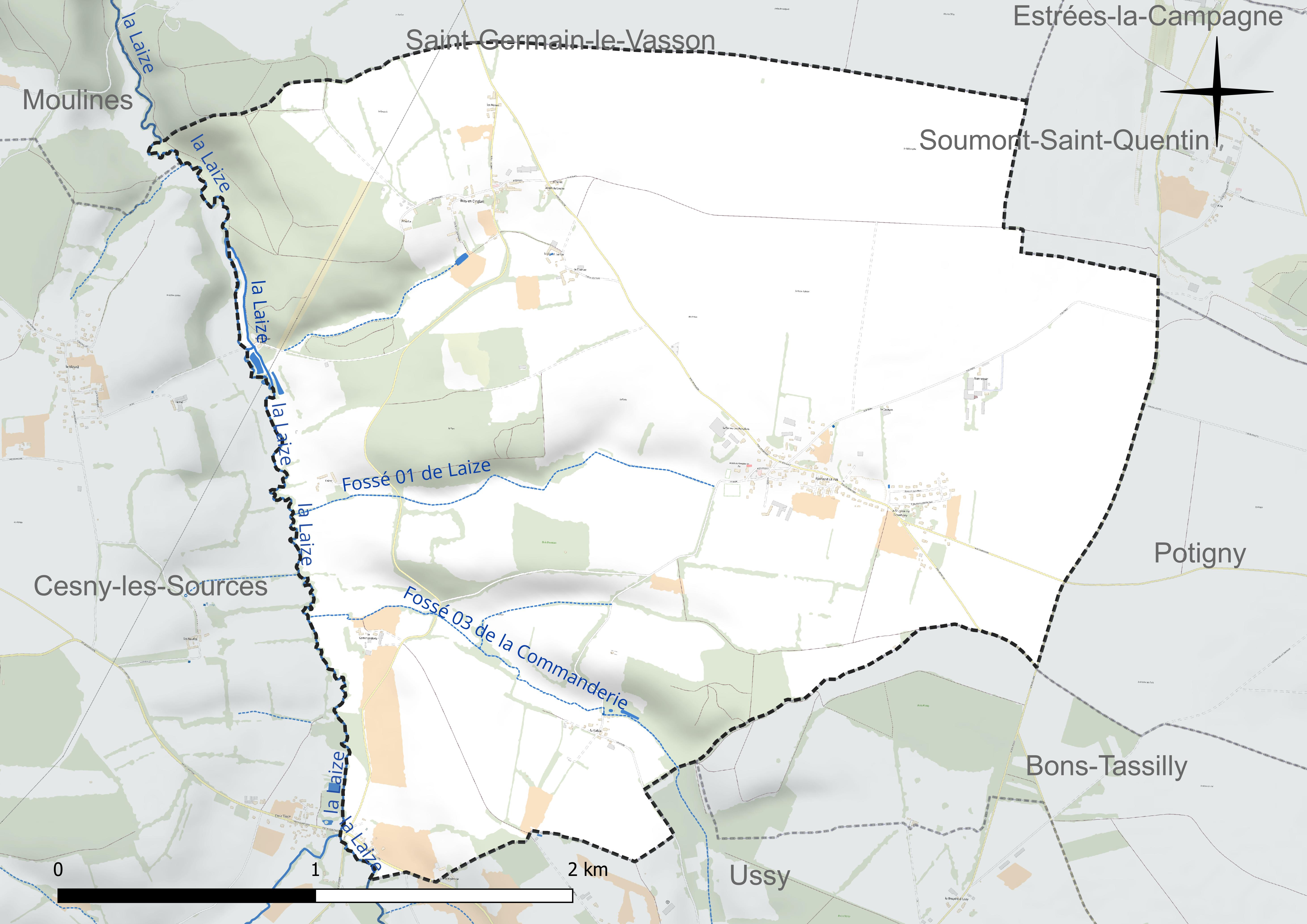
Réseau hydrographique de Fontaine-le-Pin.

### Climat
Pour des articles plus généraux, voir Climat de la Normandie et Climat du Calvados.
En 2010, le climat de la commune est de type climat océanique franc, selon une étude du CNRS s'appuyant sur une série de données couvrant la période 1971-2000. En 2020, Météo-France publie une typologie des climats de la France métropolitaine dans laquelle la commune est exposée à un climat océanique et est dans la région climatique  Normandie (Cotentin, Orne), caractérisée par une pluviométrie relativement élevée (850 mm/a) et un été frais (15,5 °C) et venté. Parallèlement le GIEC normand, un groupe régional d'experts sur le climat, différencie quant à lui, dans une étude de 2020, trois grands types de climats pour la région Normandie, nuancés à une échelle plus fine par les facteurs géographiques locaux. La commune est, selon ce zonage, exposée à un « climat contrasté des collines », correspondant au Bocage normand, bien arrosé, voire très arrosé sur les reliefs les plus exposés au flux d'ouest, et frais en raison de l'altitude.
Pour la période 1971-2000, la température annuelle moyenne est de 10,2 °C, avec une amplitude thermique annuelle de 12,9 °C. Le cumul annuel moyen de précipitations est de 803 mm, avec 12,7 jours de précipitations en janvier et 7,8 jours en juillet. Pour la période 1991-2020, la température moyenne annuelle observée sur la station météorologique la plus proche, située sur la commune de Fresney-le-Vieux à 8 km à vol d'oiseau, est de 10,8 °C et le cumul annuel moyen de précipitations est de 826,3 mm,. Pour l'avenir, les paramètres climatiques de la commune estimés pour 2050 selon différents scénarios d'émission de gaz à effet de serre sont consultables sur un site dédié publié par Météo-France en novembre 2022.

## Urbanisme

### Typologie
Au 1er janvier 2024, Fontaine-le-Pin est catégorisée commune rurale à habitat dispersé, selon la nouvelle grille communale de densité à 7 niveaux définie par l'Insee en 2022. Elle est située hors unité urbaine. Par ailleurs la commune fait partie de l'aire d'attraction de Caen, dont elle est une commune de la couronne,. Cette aire, qui regroupe 296 communes, est catégorisée dans les aires de 200 000 à moins de 700 000 habitants,.

### Occupation des sols
L'occupation des sols de la commune, telle qu'elle ressort de la base de données européenne d'occupation biophysique des sols Corine Land Cover (CLC), est marquée par l'importance des territoires agricoles (85,7 % en 2018), une proportion identique à celle de 1990 (85,7 %). La répartition détaillée en 2018 est la suivante : terres arables (51,9 %), prairies (26,2 %), forêts (14,3 %), zones agricoles hétérogènes (7,5 %). L'évolution de l'occupation des sols de la commune et de ses infrastructures peut être observée sur les différentes représentations cartographiques du territoire : la carte de Cassini (XVIIIe siècle), la carte d'état-major (1820-1866) et les cartes ou photos aériennes de l'IGN pour la période actuelle (1950 à aujourd'hui).

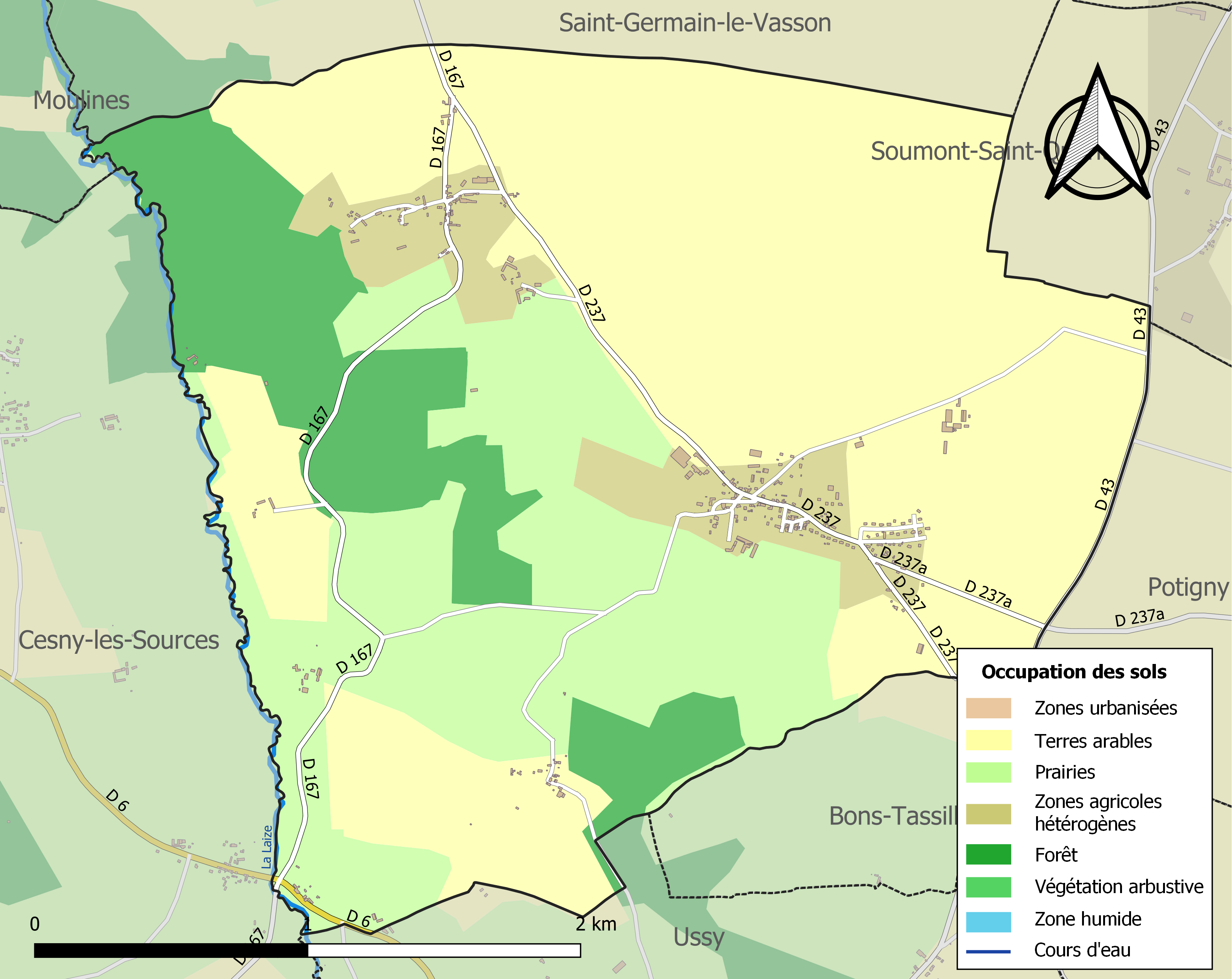
Carte des infrastructures et de l'occupation des sols de la commune en 2018 (CLC).

## Toponymie
Le nom de la localité est attesté sous les formes Fontes le Pin en 1280 ; Fontes Lespin au XIVe siècle ; Fonteine le Pin en 1585.
Le latin fons « source » est à l'origine de l'adjectif féminin fontana « relative à la source ; de la source », sur l'emploi substantivé duquel reposent les nombreux toponymes Fontaine et dérivés (Fontenay, Fontenelle, …) dont celui-ci.
 Un pin caractérisait, semble-t-il, cette source.
Concernant l'ancienne commune de Bray-en-Cinglais, le Cinglais (petite région aux portes de Caen et Falaise) est mentionné sous la forme latine Cingalensis, la forme normande Chinguelez et française Cinguelez au Moyen Âge et représente un dérivé en -ensis du nom de l'ancienne commune voisine Cingal.
Le gentilé est les Fontaine-Brayens.

## Histoire
En 1835, Fontaine-le-Pin (267 habitants en 1831) absorbe Bray-en-Cinglais (148 habitants),.

## Politique et administration
| Période                                  | Période    | Identité        | Étiquette | Qualité                 |
| ---------------------------------------- | ---------- | --------------- | --------- | ----------------------- |
| 1971                                     | mars 2008  | Daniel Fauvel   | SE        | Agriculteur             |
| mars 2008                                | avril 2014 | François Legrix | SE        | Entrepreneur            |
| avril 2014                               | En cours   | William Lhermet | SE        | Retraité France télécom |
| Les données manquantes sont à compléter. |            |                 |           |                         |

Le conseil municipal est composé de onze membres dont le maire et deux adjoints.

## Démographie
L'évolution du nombre d'habitants est connue à travers les recensements de la population effectués dans la commune depuis 1793. Pour les communes de moins de 10 000 habitants, une enquête de recensement portant sur toute la population est réalisée tous les cinq ans, les populations de référence des années intermédiaires étant quant à elles estimées par interpolation ou extrapolation. Pour la commune, le premier recensement exhaustif entrant dans le cadre du nouveau dispositif a été réalisé en 2007.
En 2022, la commune comptait 340 habitants, en évolution de −5,03 % par rapport à 2016 (Calvados : +1,58 %, France hors Mayotte : +2,11 %).
Fontaine-le-Pin a compté jusqu'à 460 habitants en 1841, mais les deux communes de Fontaine-le-Pin et Bray-en-Cinglais, fusionnées en 1835, avaient totalisé 462 habitants en 1806 (respectivement 316 et 146).
| 1793 | 1800 | 1806 | 1821 | 1831 | 1836 | 1841 | 1846 | 1851 |
| ---- | ---- | ---- | ---- | ---- | ---- | ---- | ---- | ---- |
| 265  | 254  | 316  | 259  | 267  | 442  | 460  | 440  | 418  |

| 1856 | 1861 | 1866 | 1872 | 1876 | 1881 | 1886 | 1891 | 1896 |
| ---- | ---- | ---- | ---- | ---- | ---- | ---- | ---- | ---- |
| 425  | 395  | 400  | 362  | 347  | 332  | 339  | 305  | 331  |

| 1901 | 1906 | 1911 | 1921 | 1926 | 1931 | 1936 | 1946 | 1954 |
| ---- | ---- | ---- | ---- | ---- | ---- | ---- | ---- | ---- |
| 367  | 332  | 338  | 280  | 275  | 237  | 226  | 149  | 225  |

| 1962 | 1968 | 1975 | 1982 | 1990 | 1999 | 2006 | 2007 | 2012 |
| ---- | ---- | ---- | ---- | ---- | ---- | ---- | ---- | ---- |
| 283  | 258  | 258  | 289  | 279  | 284  | 318  | 323  | 360  |

| 2017 | 2022 | - | - | - | - | - | - | - |
| ---- | ---- | - | - | - | - | - | - | - |
| 357  | 340  | - | - | - | - | - | - | - |

## Lieux et monuments
- Église Saint-Aubin de Bray-en-Cinglais, du XIIe siècle, inscrite au titre des monuments historiques par arrêté du 10 juin 2014[29]. Une Vierge à l'Enfant du XVIe siècle est classée au titre objet[30].
- Église Saint-Pierre (reconstruction), inscrite au titre des Monuments historiques par arrêté du 16 juin 2005 (label « Patrimoine du XXe siècle »)[31].
- Vestiges de l'ancienne commanderie des templiers (la maison du Temple de Voismer)[32] au lieu-dit la Commanderie. La chapelle est encore existante[33].
- Le manoir de Laize.

## Héraldique
| Blason de Fontaine-le-Pin | Blason  | D'argent aux six pins de sinople posés sur une terrasse isolée de même, chargée d'une source-fontaine du champ. |
| Blason de Fontaine-le-Pin | Détails | Armes parlantes.                                                                                                |